# Обращение ценных бумаг
Обраще́ние ценных бумаг (англ. securities circulation) — заключение гражданско-правовых сделок, влекущих переход прав на ценные бумаги. Происходит на вторичном рынке ценных бумаг.
Выделяют также публичное обращение ценных бумаг, как:
- обращение ценных бумаг на торгах фондовых бирж и иных организаторов торговли на рынке ценных бумаг;
- в том числе, обращение ценных бумаг путём предложения ценных бумаг неограниченному кругу лиц.

В России обращение ценных бумаг регламентируется Гражданским кодексом и контролируется Федеральной комиссии по рынку ценных бумаг. Порядок обращения определяется определяется принадлежностью прав на ценную бумагу. В случае ценных бумаг на предъявителя (например облигации, чеки, векселя, сберегательные сертификаты, депозитные сертификаты, сберегательные книжки, коносаменты, простые складские обязательства) их достаточно передать другому лицу. В случае именных ценных бумаг (например акции, облигации, чеки, векселя, сберегательные сертификаты, депозитные сертификаты, коносаменты, двойные складские свидетельства) необходимо действовать в специальном порядке для уступки прав требования (цессия). В случае ордерных ценных бумаг (например чеки, векселя, коносаменты, двойные складские свидетельства) передать её третьему лиц можно путём передаточной надписи — индоссамента. Наиболее оборотоспособными являются ценные бумаги на предъявителя.
Обращение ценных бумаг происходит через сделки и операции, которые выполняются на фондовой бирже. На фондовой бирже формируются цены на ценные бумаги. Ценообразование происходит в режиме аукционов, которых существует несколько разновидностей. Есть английский, при котором происходит повышение цены на продажи, а есть голландский — с понижением цен. Есть заочный аукцион, в котором происходит подача заявок в запечатанных конвертах, во время такого аукциона потом происходит выбор наиболее интересной цены продажи. Также есть режим торговой сессии, которая предусматривает, что участник торгов выполнит свободное приобретение и продажу ценных бумаг. В России торги могут проходить в виде конкурса или аукциона. Они могут быть открытыми или закрытыми. Если конкурс открытый, в нем может принимать участие любое лицо. Если формат аукциона или конкурса — закрытый, то в нем участвовать могут только те лица, которые были приглашены для этого.